# Repeat (bài hát của David Guetta)
"Repeat" là một ca khúc của nam DJ người Pháp David Guetta, hợp tác với nữ ca sĩ thu âm người Anh Jessie J. Được sáng tác bởi Jessie J, The Invisible Men, Ali Tennant, David Guetta, Giorgio Tuinfort, Frédéric Riesterer và sản xuất bởi Guetta, Tuinfort, Riesterer, ca khúc đã lọt vào bảng xếp hạng UK Singles Chart tại vị trí thứ 108.
Các nhà phê bình âm nhạc đánh giá cao ca khúc này, đặc biệt là giọng hát của Jessie.

## Thực hiện
"Repeat" được sáng tác bởi Jessie J, The Invisible Men, Ali Tennant, David Guetta, Giorgio Tuinfort, Frédéric Riesterer và được sản xuất bởi Guetta. Trong ca khúc này có sự góp giọng của nữ ca sĩ/nhạc sĩ người Anh Jessie J. Guetta đã giải thích với tờ The Sun của Anh Quốc rằng, để hoàn thành ca khúc anh đã phải mất một thời gian khá là căng thẳng. DJ người Pháp nói: "Chúng tôi không hề gặp nhau trong phòng thu, vì thế nên chúng tôi phải dành khá nhiều thời gian trên laptop để gửi e-mail qua lại cho nhau. Album đã hoàn thành, nhưng Jessie lại muốn nói chuyện với tôi về việc hợp tác này, vì thế nên tôi gọi cho cô ấy và nói, 'Dừng tất cả mọi thứ lại. Album không thể thiếu được ca khúc này.'."

## Tham gia thực hiện
Phần ê-kíp thực hiện được lấy từ ghi chú trong album.
- Jessica Cornish - sáng tác, hát chính
- The Invisible Men - sáng tác
- Ali Tennant - sáng tác
- David Guetta - sáng tác, sản xuất
- Giorgio Tuinfortt - sáng tác, sản xuất
- Frédéric Riesterer - sáng tác, sản xuất

## Xếp hạng
| Bảng xếp hạng (2011/2012)            | Vị trí cao nhất |
| ------------------------------------ | --------------- |
| UK Singles (Official Charts Company) | 108             |

## Lịch sử phát hành
| Quốc gia | Ngày                | Định dạng       | Hãng đĩa    |
| -------- | ------------------- | --------------- | ----------- |
| Anh Quốc | 29 tháng 8 năm 2011 | Tải kĩ thuật số | Virgin, EMI |